# Villa-Maria (Metro Montreal)

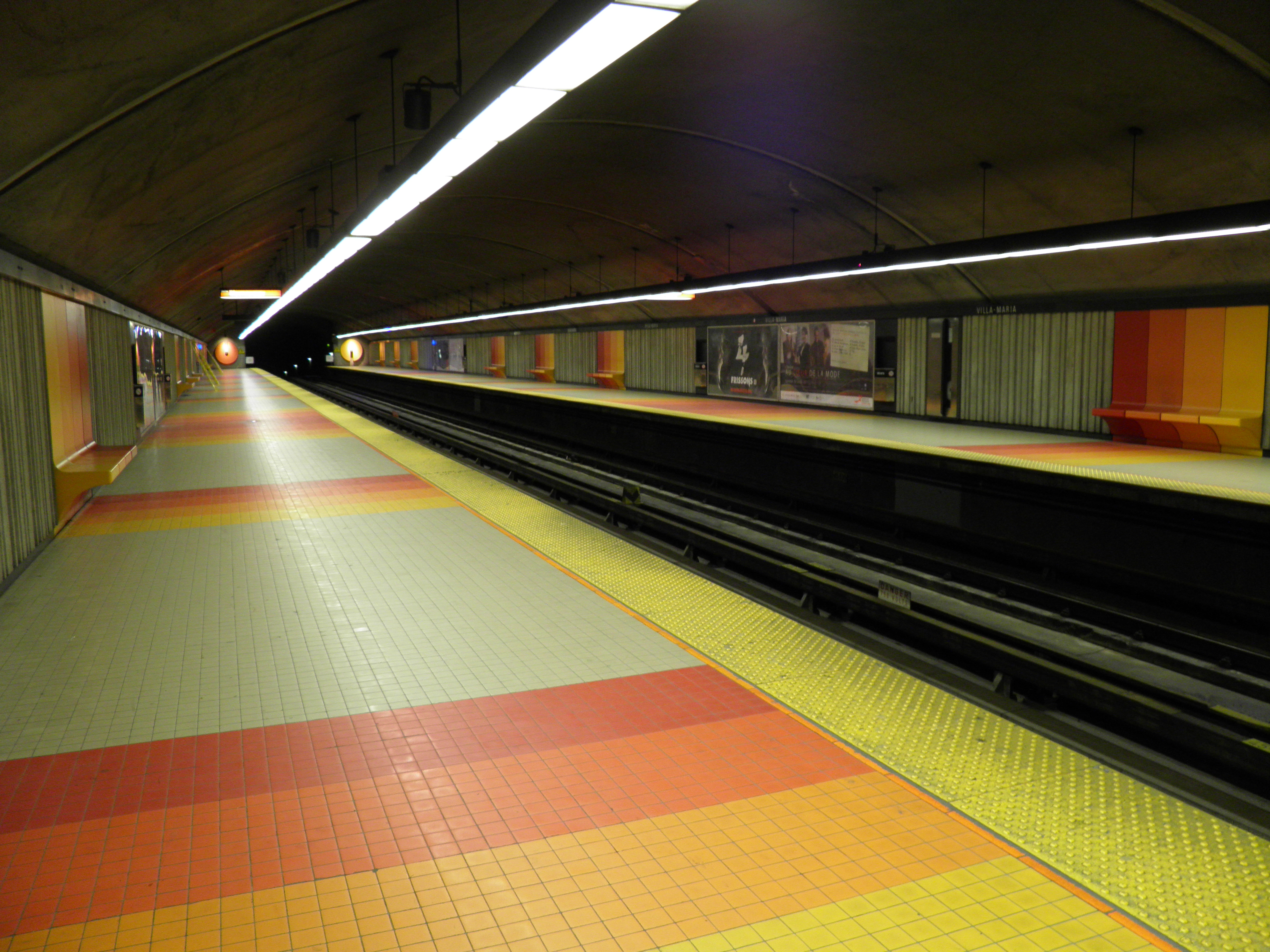
Blick auf die Bahnsteige

Villa-Maria ist eine U-Bahn-Station in Montreal. Sie befindet sich im Arrondissement Côte-des-Neiges–Notre-Dame-de-Grâce an der Kreuzung von Boulevard Décarie und Avenue de Monkland. Hier verkehren Züge der orangen Linie 2. Im Jahr 2019 nutzten 3.382.119 Fahrgäste die Station, was dem 33. Rang unter den insgesamt 68 Stationen der Metro Montreal entspricht.

## Bauwerk

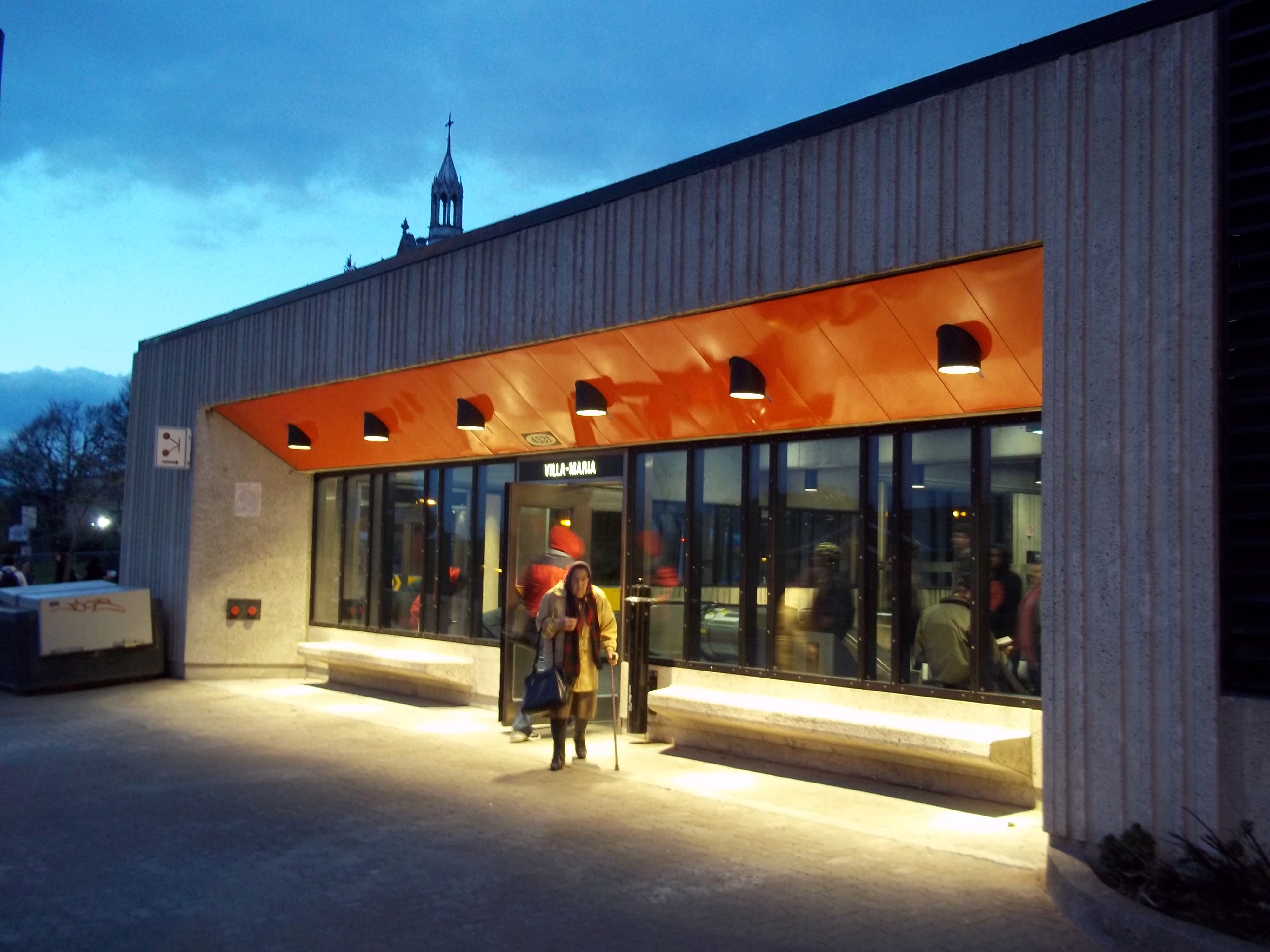
Eingang zum Pavillon

Die von André Léonard entworfene Station entstand als Tunnelbahnhof, wobei der zentrale Teil in offener Bauweise ausgeführt wurde. Diese Bauweise ergibt trotz der Tiefe einen geräumigen Eindruck. Die Wände sind mit gewellten weißen Betonpaneelen verkleidet, unterbrochen von bunten Streifen in Herbstfarben, die sich auf den Bodenfliesen fortsetzen. Treppen und Rolltreppen führen hinauf zur Verteilerebene. Diese befindet sich im Eingangspavillon, der von einer Buswendeschleife umgeben ist.
In 19,8 Metern Tiefe befindet sich die Bahnsteigebene mit zwei Seitenbahnsteigen. Die Entfernungen zu den benachbarten Stationen, jeweils von Stationsende zu Stationsanfang gemessen, betragen 884,41 Meter bis Snowdon und 1407,32 Meter bis Vendôme. Es bestehen Anschlüsse zu fünf Buslinien und einer Nachtbuslinie der Société de transport de Montréal. In der Nähe befinden sich die Villa Maria und das Marianopolis College.

## Kunst

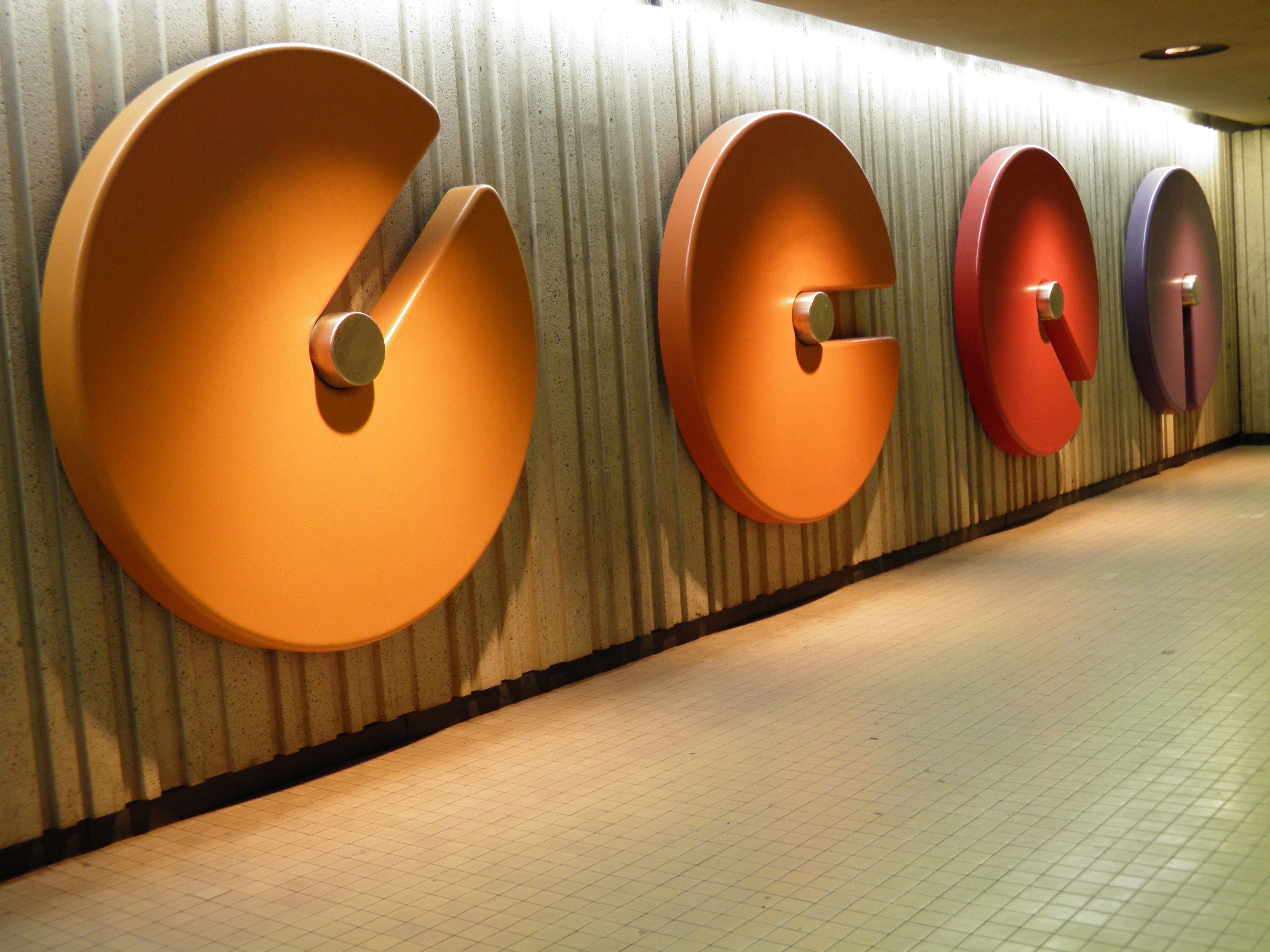
Zierelemente

Architekt André Léonard war auch an der künstlerischen Gestaltung der Station beteiligt. Große Scheiben aus Polymerzement und Stahl in den Farben des Herbstes zieren die Wände der Bahnsteige. Die Scheiben weisen Schlitze auf, die so angeordnet sind, dass sie den Eindruck von Bewegung vermitteln.

## Geschichte
Die Eröffnung der Station erfolgte am 7. September 1981, zusammen mit dem Teilstück zwischen Place-Saint-Henri und Snowdon. Namensgeber ist die Villa Maria, eine traditionsreiche katholische Mädchenschule, die Mitte des 19. Jahrhunderts noch eine Residenz des Generalgouverneurs gewesen war. Benannt ist sie nach Ville-Marie, der ursprünglichen Bezeichnung Montreals.